# Glasgow (Illinois)
Glasgow es una villa ubicada en el condado de Scott en el estado estadounidense de Illinois. En el Censo de 2010 tenía una población de 141 habitantes y una densidad poblacional de 53,85 personas por km².

## Geografía
Glasgow se encuentra ubicada en las coordenadas 39°32′55″N 90°28′48″O / 39.54861, -90.48000. Según la Oficina del Censo de los Estados Unidos, Glasgow tiene una superficie total de 2.62 km², de la cual 2.62 km² corresponden a tierra firme y (0%) 0 km² es agua.

## Demografía
Según el censo de 2010, había 141 personas residiendo en Glasgow. La densidad de población era de 53,85 hab./km². De los 141 habitantes, Glasgow estaba compuesto por el 97.87% blancos, el 0% eran afroamericanos, el 2.13% eran amerindios, el 0% eran asiáticos, el 0% eran isleños del Pacífico, el 0% eran de otras razas y el 0% pertenecían a dos o más razas. Del total de la población el 2.13% eran hispanos o latinos de cualquier raza.